# Magnolia tripetala
Magnolia tripetala este o specie de plante din genul Magnolia, familia Magnoliaceae. A fost descrisă pentru prima dată de Carl von Linné, și a primit numele actual de la Carl von Linné. Conform Catalogue of Life specia Magnolia tripetala nu are subspecii cunoscute.